# ナディア・チェントーニ
ナディア・チェントーニ（Nadia Centoni, 1981年6月19日 - ）は、イタリアの元女子バレーボール選手。

## 来歴
2003年にイタリア代表に選ばれ、同年11月のワールドカップに出場した。その後は代表チームの中核を担い、2004年のアテネオリンピック、2006年の世界選手権、2008年の北京オリンピックに出場した。
2007年より所属するRCカンヌではオポジットのポジションで活躍し、フランスリーグ、欧州チャンピオンズリーグなどで活躍した。また、2007-09シーズンには井野亜季子とチームメイトであった。
2014年、イタリア代表に復帰し、世界選手権などに出場した。2014-15シーズンよりトルコリーグのガラタサライへ移籍した。2016年、リオ五輪に出場した。
2017年にRCカンヌに復帰し、翌年引退。

## 球歴
- オリンピック - 2004年（5位）、2008年（5位）、2016年（9位）
- 世界選手権 - 2006年（4位）、2014年（4位）
- ワールドカップ - 2003年（4位）

## 所属クラブ
- SC Olympic Lucca （1994-1996年）
- Romanelli Firenze （1996-1997年）
- Pallavolo Pistoia （1997-1998年）
- Club Italia （1998-1999年）
- Sestese Volley （1999-2000年）
- Romanelli Firenze （2000-2001年）
- Asystel Novara （2001-2002年）
- Volley Vicenza （2002-2003年）
- Robursport Pesaro （2003-2005年）
- VC Padova （2005-2007年）
- RCカンヌ （2007-2014年）
- ガラタサライ（2014-2017年）
- RCカンヌ （2017-2018年）